# Oxydia pinctilinea
Oxydia pinctilinea är en fjärilsart som beskrevs av Paul Dognin 1911. Oxydia pinctilinea ingår i släktet Oxydia och familjen mätare. Inga underarter finns listade i Catalogue of Life.